# Грязнушка (приток Мамокши)
Грязнушка, Грязнуха — река в России, протекает в Санчурском районе Кировской области. Устье реки находится в 14 км по левому берегу реки Мамокша. Длина реки — 13 км, площадь водосборного бассейна — 38,4 км².
Исток реки у деревни Красная Горка в 16 км к северо-востоку от Санчурска. Река течёт на северо-запад, протекает деревни Большой Ихтиал (на реке плотина и запруда), Арситово, Загорная. Впадает в Мамокшу восточнее села Галицкое.

## Данные водного реестра
По данным государственного водного реестра России относится к Верхневолжскому бассейновому округу, водохозяйственный участок реки — Волга от Чебоксарского гидроузла до города Казань, без рек Свияга и Цивиль, речной подбассейн реки — Волга от впадения Оки до Куйбышевского водохранилища (без бассейна Суры). Речной бассейн реки — (Верхняя) Волга до Куйбышевского водохранилища (без бассейна Оки).